# Castlevania: Circle of the Moon
Castlevania: Circle of the Moon, in Giappone Akuma jō Dracula: Circle of the Moon (悪魔城ドラキュラ Circle of the Moon? lett. "Dracula del castello del Diavolo: Cerchio della Luna") e in Europa uscito come Castlevania, è il primo episodio dell'omonima serie ad approdare sul Game Boy Advance.
Circle of the Moon è considerato uno dei capitoli "non canonici" dal designer Koji Igarashi, e non appare nella cronologia ufficiale della serie.
Il gioco è stato ripubblicato il 23 settembre 2021 nella Castlevania Advance Collection insieme a Castlevania: Harmony of Dissonance, Castlevania: Aria of Sorrow e Castlevania: Dracula X per PlayStation 4, Xbox One, Nintendo Switch e Microsoft Windows.

## Trama
Nel 1830 gli adoratori del caos stanno cercando di risvegliare Dracula: Morris Baldwin, cacciatore di vampiri, si precipita al castello insieme ai suoi apprendisti, Nathan Graves e Hugh Baldwin. I tre arrivano tardi, il rito per far risorgere Dracula è già iniziato. Dracula, grazie ad un incantesimo, fa sprofondare il pavimento e fa precipitare i due giovani, lasciando il solo Morris ad affrontare il conte: nei panni di Nathan dovremo esplorare il castello e raggiungere il suo maestro per aiutarlo contro l'oscuro signore dei morti e i suoi servi.

## Modalità di gioco
Circle of the Moon è dotato di un gameplay che segue le orme di Symphony of the Night, ovvero quello di un videogioco a piattaforme dotato di elementi di action RPG: le capacità del protagonista aumenteranno nel corso dell'esplorazione del castello; inoltre potrà contare su incantesimi, oggetti, nuove abilità e, soprattutto, essere il detentore di un innovativo sistema di creazione di magie più evolute denominato "Dual Power System".
Il Dual Set-up System (o DSS) è la novità più rilevante che questo capitolo di Castlevania introduce. Il Dual Set-up System permette di customizzare in modo intuitivo e libero la produzione di una lunga serie di magie di attacco e difesa. Sconfitto un determinato nemico si otterranno casualmente delle carte.
Queste carte possono appartenere alla categoria "Attribute" (raffiguranti creature leggendarie quali Grifone, Golem, Unicorno ecc.) o a quella "Action" (raffiguranti divinità romane quali Giove, Urano, Apollo ecc.), una volta combinate queste produrranno un preciso attacco sulla base delle loro caratteristiche offensive e difensive. Una volta assegnata la carta si attiveranno gli attacchi magici premendo un tasto, ogni carta inoltre potrà essere interscambiata liberamente e in qualsiasi momento durante il gioco, rendendo l'azione molto strategica e molto serrata. Naturalmente anche la ricerca per ottenere tutte le carte sparse per il gioco contribuirà nella longevità del titolo. Sono possibili 100 combinazioni di carte.

## Accoglienza
| Testata                           | Giudizio |
| --------------------------------- | -------- |
| GameRankings (media al 9-12-2019) | 88,11%   |
| Metacritic (media al 17-3-2021)   | 91/100   |
| Electronic Gaming Monthly         | 9,5/10   |
| Famitsū                           | 27/40    |
| Game Informer                     | 8,75/10  |
| GamePro                           | 5/5      |
| GameSpot                          | 9,6/10   |
| GameSpy                           | 82/100   |
| Gaming Target                     | 91/100   |
| IGN                               | 9/10     |
| Nintendo Power                    | 5/5      |
| RPGamer                           | 7/10     |

Circle of the Moon ha ricevuto un'ampia approvazione dalla critica. Sull'aggregatore di recensioni Metacritic, è il dodicesimo titolo per Game Boy Advance con il punteggio più alto. È stato nominato "Miglior gioco per Game Boy Advance" per il 2001 da GameSpot e, tra i giochi per console, per i premi "Miglior gioco d'azione/avventura". È stato definito il 108° miglior gioco realizzato su una console Nintendo nell'elenco dei 200 giochi migliori di Nintendo Power.
Craig Harris di IGN ha definito Circle of the Moon "uno dei migliori giochi di Castlevania", definendo il gameplay "molto lungo ed estremamente impegnativo senza essere frustrante o un compito ingrato da completare". Tuttavia, ha notato che a causa della grafica scura, il gioco era "difficile" da vedere e che le animazioni dei personaggi sembravano "essere state prelevate dal Game Boy Color". GamePro ha dato al gioco il massimo dei voti, affermando che rispecchiava da vicino il gioco più acclamato di Castlevania, Symphony of the Night, con la sua ricca grafica e la sua storia ramificata. Gaming Target ha ampiamente elogiato la fluidità delle animazioni, criticando la mancanza di rigiocabilità e una grafica scura. Ha inoltre lodato il sistema DSS del gioco, descrivendolo come la migliore novità del titolo. RPGamer ha definito il nuovo sistema una "boccata d'aria fresca", in quanto combinava le idee consolidate dei titoli precedenti della serie con una significativa rigiocabilità conferitagli dalle sue varie modalità aggiuntive. Nonostante le critiche alla trama e agli elementi riciclati, ha riassunto il titolo come "Seconda Sinfonia di Konami". GameSpy ha affermato che sebbene la grafica fosse un problema, attribuiva più prontamente il problema al Game Boy Advance stesso che al gioco. Ha considerato la musica e gli effetti sonori del gioco come appropriati per il titolo, osservando però la mancanza di un'intelligenza artificiale decente da parte dei nemici. Tim Turi di Game Informer ha ritenuto che fosse il primo gioco a imitare lo stile di Symphony of the Night, criticando però la grafica.